# Povijest Norveške
Povijest Norveške je povijest prostora današnje Kraljevine Norveške i naroda Norvežana od prapovijesti do danas.

## Prapovijest (10.000 pr. Kr. - 800.)
Tragovi ljudskih naselja na području Norveške datiraju se u više tisućljeća pr. Kr. (oko 6000 pr. Kr.). U prapovijesno doba ovdje se nalaze naselja germanskih plemena iz Danske i Švedske; starosjedioci i germanski useljenici postupno se stapaju i početkom nove ere već tvore jedan narod.
Od vremena Rimskog Carstva do oko 800. god., na području Norveške nastali su brojni natpisi na Runskom pismu. U isto vrijeme u Norveškoj su nicala malena plemenska kraljevstva. Prostor koji naseljavaju mnogobrojna plemena podijeljen je na područja (norveški: fylker), a na čelu svakog plemena je vođa (jarl) koji vlada uz pomoć plemenske skupine. Više plemena tvorilo je plemenski savez koji je svoja pitanja rješavao na zajedničkoj skupštini (thing). Na čelu većinskih saveza (rike) nalazio se kralj (konung), biran na skupštini iz redova vodećih plemenskih poglavara.

## Vikinško razdoblje (800. – 1066.)
Razdoblje od 800. – 1066. god. u Norveškoj povijesti se naziva Vikinškim razdobljem u kojemu su Norvežani, Danci i Šveđani bili organizirani na sličan način i dijelili vikinšku kulturu. Putovali su na vikinškim brodovima (longship) u inozemstvo gdje su pljačkali, istraživali, trgovali i naseljavali se. Vikinški napadi (Lindisfarne 793., Jarrow 794., Dublin 838., Gijón, Lisabon, Sevilla, Arles i Luna 844., Derry 856., York 866., Santiago de Compostela 968., Algarve 971.) su uveliko utjecale na razvoj europske povijesti. Prva vikinška kovnica novca bila je u Hedebyju (Norveška), a motivi vikinških kovanica bili su brodovi, životinje, kuće. Norveški Vikinzi su većinom putovali na zapad, do Škotske, Irske i Britanije, gdje su bili prvi kolonizatori. Također, su emigranti iz Norveške naselili Island i Škotske otoke (Shetlandsko otočje, Farsko otočje i Orkney). S Islanda, kolonizirali su Grenland i putovali sve do Sjeverne Amerike gdje su pronađena njihova naselja u Newfoundlandu.
Nakon višedesetljetnih sukoba između vojnih i plemenskih poglavara za vlast, Harald I. Hårfager (Harald I. Ljepokosi) je nakon pobjede kraj Hafrsfjorda (potkraj 9. stoljeća) sjedinio pod svojom vlašću cijelu zemlju do Trondheima. Haraldov potomak Olav I. Tryggvason, došavši iz Engleske 995. god., započeo je provoditi proces kristijanizacije zemlje. Njegovo djelo nastavio je Olav II. Haraldsson, svetac zaštitnik Norveške.
God. 1028. danski kralj Knut Veliki osvaja Norvešku i pod danskom vlašću ostala je do 1035. god., kada je za norveškog kralja izabran Olavov sin Magnus Dobri (1035. – 1047.), koji je 1042. god. postao i kraljem Danske. Naslijedio ga je polubrat Harald III. Hårdråde (1047. – 1066.); njegov neuspio pokušaj osvajanja Engleske i smrt u bitci kod Stamfordskog mosta (1066.) smatra se krajem vikinškog razdoblja.

## Norveška u srednjem vijeku (1066. – 1380.)
Unuk posljednjeg vikinškog kraja Haralda Hardrade, Magnus Barfot, osvojio je Orkneyske otoke i Hebride u Škotskoj. U vrijeme Magnusovog sina Sigurda Jorsalafara (1103. – 1130.) Norveška dosiže vrhunac svoje moći, ali već nakon njegove smrti započinju unutarnje krize i borbe za vlast.
U 12. stoljeću Crkva je polako učvrstila svoju organizaciju, te je postojalo pet biskupija (Nidaros, Bjorgvin, Stavanger, Oslo i Hamar) koje su pripale novoosnovanoj Nadbiskupiji u Nidarosu (1152.).
U drugoj polovici 12. stoljeća jača pokret birkenbeinera ("brezonogih") u kojem se sjedinjuje niže plemstvo i seljaštvo protiv baglara, tj. pripadnika svjetovne i crkvene aristokracije. Nakon građanskog rata i pobjede birkenbeinera na norveško prijestolje dolazi njihov prvak Sverre Sigurdsson (1177. – 1202.). Crkva je ekskomunicirala kralja Sverrea, a zemlja je pala u interdikciju (nemilost) Rima. Obje strane su se pomirile 1217. god. i prihvatile mladog kralja iz dinastije Sverre Haakona Hakonssona. Za kralja Haakona zemlja se stabilizirala, ustanovljena je stabilna sukcesija vladara, administracija se stabilizirala i osnovana je prva prijestolnica u gradu Bergenu, a norveške stečevine su proširene na Grenland (1261.) i Island (1262.). Nakon njegove smrti u obrani škotskih posjeda 1263. god., njegov sin, Magnus Zakonodavac, bio je jedan od prvih europskih vladara koji je nametnuo jedinstven zakonik koji je važio u cijeloj zemlji (1274.).
Nekoliko povijesnih djela, poznatih kao "Kraljevske sage" nastale su u Norveškoj i Islandu u 12. i 13. stoljeću (Skaldska poezija) Najpoznatija je Heimskringla (oko 1220.) Snorrija Sturlusona. One su detaljan povijesni izvor o ranoj povijesti Norveške, no njihova istinitost o najranijim razdobljima je upitna i temom mnogih rasprava (zbog mnoštva mitova i legendi koja su uklopljena u sage).
God. 1299. kralj Haakon V. je preuzeo prijestolje i premjestio prijestolnicu u Oslo. Haakon je vosio aktivnu vanjsku politiku kojom je ojačao utjecaj Norveške u Skandinaviji.

### Personalna unija sa Švedskom
Nakon smrti kralja Haakona, koji nije imao muških potomaka, prijestolje je naslijedio sin njegove kćerke, kralj Švedske, Magnus Eriksson VII. (1319.) čime Norveška i Švedska sklapaju personalnu uniju. Zbog slabljenja države u vrijeme Velike Kuge, ali i prošvedske usmjerenosti kralja Magnusa VII. (1319. – 1355.) došlo je do unutarnjih pobuna, te je Magnus bio prisiljen ustupiti prijestolje svom sinu Haakonu VI. (1355. – 1380.).
Nakon smrti Haakonovog sina Olava (1387.), njegova je majka Margareta I., kći danskog kralja Valdemara, postala vladaricom Danske i Norveške, a 1389. god. i Švedske. Unija s Danskom će potrajati sve do 1814. god.

## Kalmarska unija (1397. – 1523.)
Pod vladavinom Margarete Danske (1387. – 1412.), 1397. god. sklopljen je sporazum u švedskom dvorcu Kalmaru kojim je stvoren politički savez triju zemalja (Danske, Norveške i Švedske), a za kralja je izabran Margaretin 15-godišnji nećak Erik Pomeranski (1412. – 1439.).
Zemlje članice se nisu odrekle svoje samostalnosti i neovisnosti, ali su imale zajedničkog vladara i djelomično istu vanjsku politiku. Različiti interesi (osobito nezadovoljstvo švedskog plemstva zbog dominacije Danske i Holsteina) doveli su do sukoba koji su potresali Uniju od 1430-ih do raspada Unije 1523. god. kada je Gustav Vasa postao kraljem Švedske.
Kalmarska unija je, nakon 180 godina, službeno okončana istupanjem Švedske 1536. god. Unija ipak nije potpuno ukinuta jer su Norveška i prekomorske zemlje ostale u sklopu Danske-Norveške države pod dinastijom Oldenburg još nekoliko stoljeća.

## Danska-Norveška
Prevlast u Kalmarskoj uniji imali su Danci, čiji su namjesnici iz Copenhagena samovoljno upravljali Norveškom, te je naposljetku raspušten norveški Riksråd. U vrijeme kralja Kristijana III. (1534. – 1559.) Norveška gubi svaku samostalnost te Danci njome vladaju kao svojom provincijom. Danski utjecaj se može podijeliti u nekoliko faza:
- Od 1537. god. širi se, ponajprije pod danskim utjecajem, pokret reformacije (okončano 1596.), a danski se uvodi kao službeni jezik.
- Tijekom 17. i 18. stoljeća Norveška je uvučena u ratove Danske: Kalmarski rat (1611. – 1613.), Tridesetogodišnji rat (1618. – 1648.), Sjeverni rat (1655. – 1658.), Gyldenløve rat (1675. – 1679.) i Veliki sjeverni rat (1700. – 1721.). Posljedica je bila ta da se 1716. i 1718. god. Norveška nalazi pod privremenom švedskom okupacijom.
- Vrijeme Mira i ekonomskog razvitka (1721. – 1770.) za kojega je Norveška ostvarila značajniji položaj u Uniji.
- Vrijeme nacionalnog buđenja i priprema za neovisnost (1770. – 1814.) u kojem je porasla neovisnost norveških gospodarstava, te uz svjesnost o Američkoj (1775. – 1783.) i Francuskoj Revoluciji (1789. – 1799.), potakla nacionalizam koji je kulminirao ustavnoj konvenciji 1814. god.

## Personalna unija sa Švedskom
Godine 1814., Danska je Kielskim mirom bila prisiljena odreći se Norveške, koja je pripala Švedskoj, no iste godine norveški predstavnici na skupštini u Eidsvollu proglašavaju Norvešku neovisnom ustavnom monarhijom. Ugovorom u Mossu (1814.) razriješena su prijeporna pitanja sa Švedskom (priznata je neovisnost Norveške), kojom je Norveška ostala u personalnoj uniji.
Švedsko uplitanje u unutarnju politiku Norveške nastavlja se tijekom cijelog 19. stoljeća, a kada je kralj Oskar II. odbio sankcionirati zakonski prijedlog Norveškog parlamenta (Storting) o postavljanju posebnih norveških konzularnih predstavnika u inozemstvu, Storting ga je svrgnuo i proglasio raskid unije sa Švedskom (1905.).

## Kraljevina Norveška
Za novog kralja samostalne Kraljevine Norveške izabran je danski princ Carl (zet engleskog kralja Eduarda VIII.) pod imenom Haakon VII.
Tijekom I. svjetskog rata Norveška je ostala neutralna, ali 1893 norveška mornara bili su žrtvom rata podmornica. Usprkos svojoj neutralnosti, norveška vlada je značajno ugađala Velikoj Britaniji, zbog britanskog pritiska, ali i anti-njemačke politike. Norveške usluge su dolazile u obliku velike norveške trgovačke flote koja je donosila presudne sirovine u Veliku Britaniju, a koja je zauzvrat davala Norveškoj nužan ugljen. Zbog ovakve politike Norvešku su prozvali "neutralnim saveznikom".
Između dva svjetska rata se na političkoj sceni izmjenjuju konzervativna i liberalna stranka.

### Norveška uDrugom svjetskom ratu
Godine 1940. Norvešku su napale postrojbe nacističke Njemačke, a snažniji otpor onemogućavala je "peta kolona" Vidkuna Quislinga koji je ustrojio marionetsku vladu.
U Norveškoj su kralj i vojska pružili otpor, ali su Nijemci, koristeći lokalnu nadmoć u zraku te brzo osvajanje aerodroma, uspostavili mostobrane koje nije bio u stanju uništiti ni dolazak relativno malobrojnog savezničkog ekspedicijskog korpusa. Intervencija britanskih i francuskih pomorskih i kopnenih snaga dovela je do jakih borbi na području Narvika, Namsosa i Andalsnesa. Iako je Britanska mornarica njemačkoj mornarici nanijela velike gubitke, Norveška je u lipnju 1940. pala pod potpunu njemačku kontrolu, čime je stvorena važna baza za buduće podmorničke operacije na Atlantiku.
Nakon savezničkog povlačenja Norveška je u svibnju 1940. godine bila prisiljena na kapitulaciju, a vlada se povukla u Veliku Britaniju. Pod njemačkom okupacijom Norveška je ostala do kraja rata, a njezinim su se lukama Nijemci služili kao uporištima za napadaje podmornica na konvoje koji su Sjevernim morem plovili prema lukama SSSR-a.
Tijekom rata u Norveškoj je djelovao i snažan pokret otpora. Nakon kapitulacije Njemačke, u svibnju 1945. godine, u Norveškoj je ustrojena privremena koalicijska vlada pod predsjedništvom Radničke stranke Einara Gerhardsena. Na izborima 1945. godine pobjedu odnosi upravo Radnička stranka.

### Moderna Norveška
God. 1949. Norveška pristupa NATO savezu, a od 1951. god. povezana je i s drugim nordijskim zemljama u Nordijskom vijeću.
God. 1957. Haakona VII. naslijedio je njegov sin Olav V. Od 1953. – 1963. god. Otkriće nafte i prirodnog plina u norveškim teritorijalnim vodama 1960-ih, dovelo je do snažnog procvata gospodarstva.
Laburistička stranka neprekidno ima većinu, a 1963. do 1981. god. formira manjinske vlade. Od 1981. god. na vlasti se izmjenjuju manjinske vlade laburista i konzervativaca. Na referendumima 1972. god. i 28. studenog 1994. god. Norveška je odbila pristupiti Europskoj uniji, iako je povezana s njom kroz Europsku Ekonomsku Zonu (EEA).
Nakon smrti kralja Olava V. (1991.) na prijestolju ga je naslijedio Harald V.
Norveška je zahvaljujući uspješnom gospodarstvu ostvarila visok životni standard kojim je prestigla većinu europskih zemalja. Norveška je također rangirana kao 2. zemlja (od 58) u studiji Svjetkog ekonomskog foruma o kvaliteti života stanovnika, i to u 5 kategorija: gospodarskom učešću, konkurentnosti, političkoj ovlasti građana, visini obrazovanja, te kvaliteti zdravstvene i socijalne politike. Trenutačni prioritet u državnoj politici je snažan sustav socijalne pomoći kako bi se osigurao prosperitet u godinama kada će se iscrpiti izvori nafte.